# 通用立陶宛百科全书

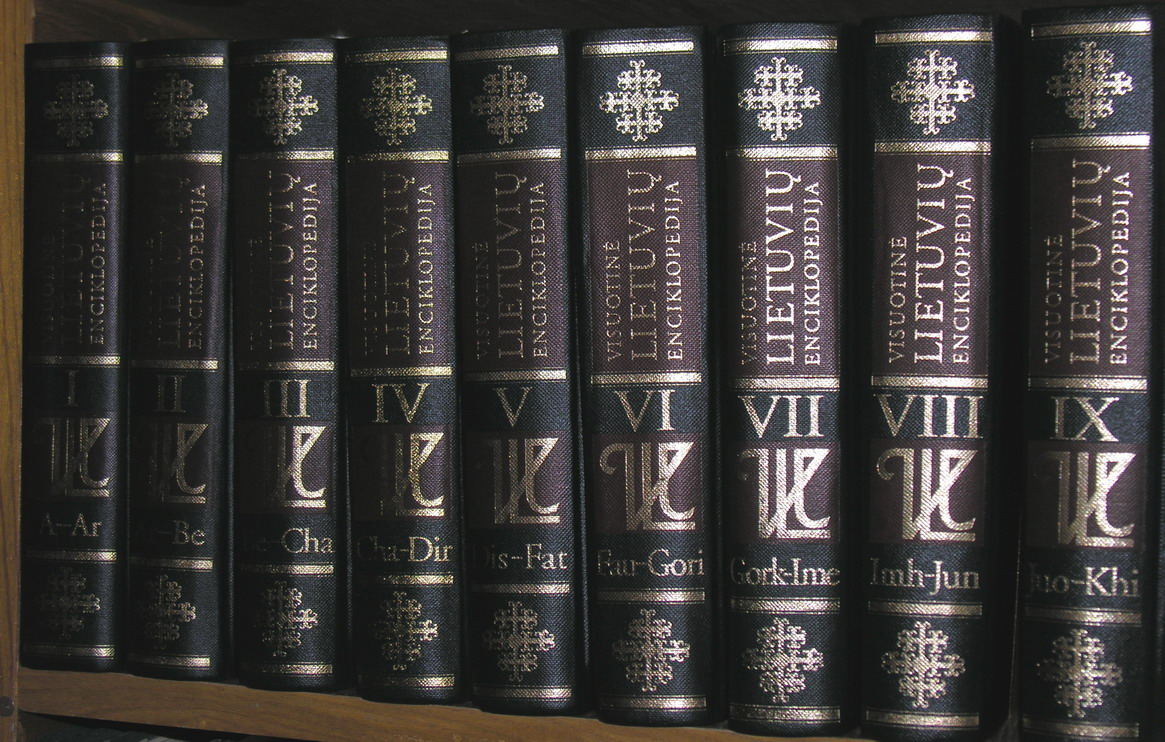
通用立陶宛百科全书各卷

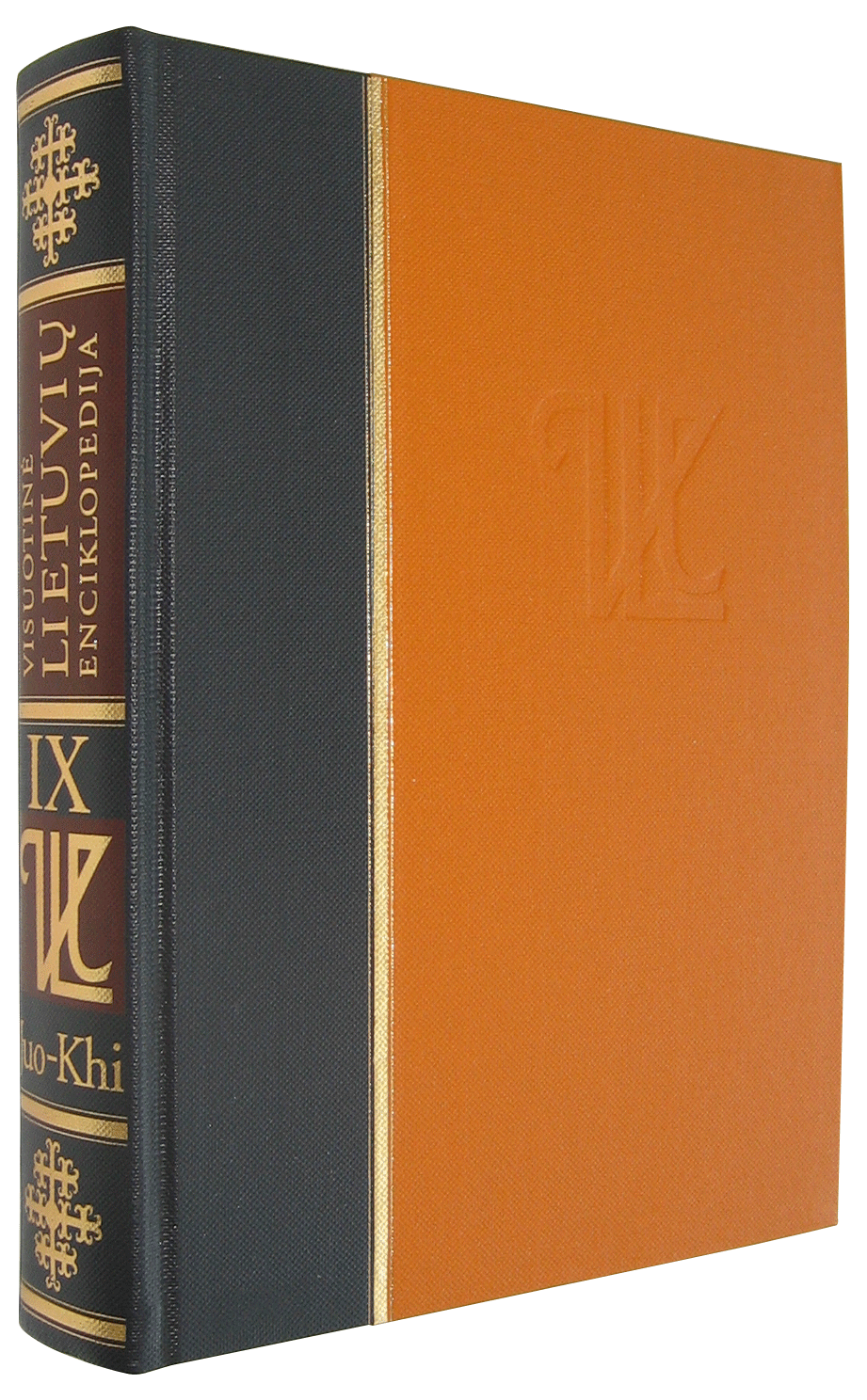
通用立陶宛百科全书第9卷

通用立陶宛百科全书是立陶宛语通用百科全书，由科学与百科全书出版研究所于2001年至2014年出版，全书共25卷。该书是立陶宛独立后第一部出版的通用百科全书，取代了之前沿用的于1976年至1985年共出版13卷的立陶宛苏维埃百科全书。第二十五卷于2014年7月完成出版；2015年，通用立陶宛百科全书发布了增订卷和索引卷。全书包含近122000篇文章和约25,000张插图；2017年6月起，通用立陶宛百科全书作为在线百科全书出版，至今仍在更新。

## 概要
通用立陶宛百科全书是一本以立陶宛语出版的百科全书，侧重于立陶宛、立陶宛人和立陶宛热点话题（如立陶宛个性、组织、语言、文化、国家活动等）。这些文章约占所有文章和插图的20-25%；仅人物相关条目即有约6000个。
关于立陶宛和立陶宛人的研究亦有不少独立的条目。通用立陶宛语百科全书中还有不少篇幅专门讨论了苏联时期被禁止或忽略的主题，其中包括立陶宛建国史、天主教会历史、立陶宛武装部队、立陶宛对纳粹和苏联的反抗、立陶宛历史、小立陶宛爱国运动等。Juozapas Girdzijauskas表示，通用立陶宛百科全书“在客观地让社会了解世界文化的同时，也反映了现代科学水平和人类的人文价值，从而帮助立陶宛人民克服苏联时期所留下的意识枷锁”。

## 编辑委员会
通用立陶宛百科全书的编排工作由立陶宛一众著名学者负责。此外，23-25名学者组成了编辑科学委员会，主要负责该百科全书的科学领域各分支编辑工作。截至目前，委员会里已共有2957名成员。